# 西武台新座中学校・西武台高等学校
西武台新座中学校・西武台高等学校（せいぶだいにいざちゅうがっこう・せいぶだいこうとうがっこう、英: Seibudai Niiza Junior High School・Seibudai High School）は、埼玉県新座市中野二丁目にある、学校法人武陽学園が運営する私立中学校・高等学校。略称は「武台（ぶだい）」。

## 概観
西武台新座中学校・西武台高等学校は1981年に学校法人武陽学園により西武台高等学校として開校した。1986年には同法人により系列校である武陽学園高等学校（現：西武台千葉中学校・高等学校）が開校したが、2008年に学校法人千葉武陽学園を設立し、経営を分離している。2011年に西武台新座中学校が開校し中高一貫校となった。
50分授業・3学期制で、高校は普通科に特進選抜（内進生）・特進（内進生）・特進S・選抜Ⅰ・選抜Ⅱ・進学の6コースがある。中学からの内部進学生とは、基本3年間別クラスとなる。
進学コース以外は2年次から文系・理系に分かれる。土曜授業は、特進選抜・特進・特進Sは土曜授業が毎週あり（学校休業日を除く）、他のコースは隔週で行われる。
西武グループとは資本・人的に一切関係ない。

## コース

### 高校設置コース
1. 特進選抜コース（内進生のみ）
2. 特進コース（内進生のみ）
3. 特進Sコース
4. 選抜Ⅰコース
5. 選抜Ⅱコース
6. 進学コース
7. STEAMコース

### 中学校設置クラス
1.特進選抜クラス最難関国公立大学、最難関私立大学　医歯薬学部の現役合格を目指す。
2.特進クラス難関国公立大学、難関私立大学の現役合格を目指す。

## 部活動（高校）
- サッカー部

全国高等学校サッカー選手権大会に4度（最高成績：ベスト８）
インターハイに11度（主な成績：準優勝1回、ベスト４　1回）出場。
その他、関東大会10度出場（最高成績：優勝３回）。
　平成8年～30年の間に14名Jリーガーを輩出。
- 硬式野球部

第60回選抜高等学校野球大会（甲子園　春の選抜）に出場（ベスト16進出）。
第83回全国高等学校野球選手権大会埼玉大会にてベスト8。
第92回全国高等学校野球選手権大会埼玉大会にてベスト8。
第106回全国高等学校野球選手権大会埼玉大会にてベスト8。
第72回秋季関東地区高等学校野球大会（2019年）に埼玉県2位で出場しベスト８。
第77回秋季関東地区高等学校野球大会（2024年）に埼玉県2位で出場。
- 陸上競技部

関東大会出場19回、インターハイ出場14回（砲丸投げでは複数回全国優勝、2025年は総合優勝）、国体出場4回。
- 柔道部

男子 関東大会出場14回。　
女子 関東大会出場4回。
- 女子硬式テニス部

インターハイ　女子ダブルス・ベスト16（1995年）
全国選抜高校大会　３位（1995年）
関東大会出場（1996年）
- バレーボール部
- ハンドボール部
- ゴルフ部
- バドミントン部
- ラグビー部
- ソフトボール部
- 男子硬式テニス部
- 卓球部
- バスケットボール部
- スキー部
- 剣道部
- 新体操部
- バトン部
- 吹奏楽部
- 書道部
- 文芸部
- 茶道部
- 美術部
- 軽音楽部
- 演劇部
- 化学部
- 家庭科部

同好会
- 合唱
- ボランティア
- ビジュアルアーツ
- ひまわり隊（地域防災等ボランティア）

## 部活動（中学校）
クラブ等は基本的に、高校生との合同活動になるが、中学生だけで活動しているクラブもある。
- サッカー部

全国中学校サッカー大会　出場１回　最高成績：３位(2024年)
- 硬式テニス
- 陸上
- バスケットボール
- 卓球部（高校と合同）
- 新体操部（高校と合同）
- バトン
- ディベート部
- ロボット制御
- 吹奏楽部（合同）

## 進路
2015年の卒業生520名の大学合格実績は早慶上理6名、GMARCH20名であったが2016年の卒業生491名の大学合格実績は早慶上理10名、GMARCH51名と大幅に上昇した
近年における2023年度の卒業生は早慶上理1名と上記の時期に比べると数は上昇していない。

## 施設
- 第三校舎（中学校校舎）
- 第一校舎・第二校舎
- 武陽記念館
- 体育館
- こぶし館（1階はスクールバス発着所）
- 生徒会館
- 会議棟
- 美術・技術工芸棟
- 校内のグラウンド

第二グラウンド
校内のグラウンドは野球部などが使用するため、サッカー部は校内ではなく、外部の第二グラウンドを使用している。場所は新座市大和田3-10-20で、学校からは徒歩で約15分かかり、新座駅からも徒歩で約20分かかる。

## 校則
- 男女ともパーマ・カール・染色・脱色・化粧が禁止されている他、男子生徒は髪が目にかからない程度、ツーブロックは過度なものでない限り認められている。襟はワイシャツにつくのは望ましくない。女子生徒は髪を結ぶ、爪を伸ばさないように定められている。
- 所持品に関しては、化粧品や装飾品の所持が禁じられている。また、通学用バッグは原則学校より指定されたもののみ使用可能である。携帯電話の持ち込みは認められているが、学校内での使用は禁止となっている。

## アクセス
駅から徒歩圏内ではなく交通が不便なため、スクールバスが柳瀬川駅、新座駅、所沢駅の3駅から出ている。
- 新座駅・所沢駅・志木駅より西武バス「跡見女子大前」又は「中野」下車徒歩5分。

## 著名な出身者

### スポーツ
- 原口元気 - ※2年途中にウィザス高等学校へ転校[2]。

- 前田直輝
- 新井栄聡
- 清水慎太郎
- 福田俊介
- 杉本裕之
- 中村祐人
- 小澤章人
- 三沢直人
- 黒木謙吾
- 浦上仁騎
- 関口凱心
- 高麗稜太
- 橋本陸
- 山口大輝
- 加藤智陽
- 柳園良太
- 松本和樹
- 松本祐樹
- 田畑昭宏
- 河合竜二
- 南祐三
- 片岡洋介
- 島田裕介
- 島田祐輝
- 佐々木雅人
- 江口啓
- 菊池純
- 嶋田翔太
- 岩上智一郎
- 若谷拓海

- 宮川紗江 - 在学時にリオ五輪出場。

### 芸能
- 瀬戸麻沙美
- 井口玲音
- 川村陽介
- 日高薫
- 桂文ぶん
- 白田あゆみ
- 八木優樹
- 小野武正
- おハト